# Октябрьский проспект (Петрозаводск)
Октя́брьский проспект (карел. Ligakuun prospektu) — проспект в Петрозаводске, проходит от Ленинградской улицы до улицы Достоевского, упираясь в корпуса завода «Петрозаводскмаш».

## История
Улица появилась в 1963 году при строительстве Октябрьского района. Ранее называлась Широкой улицей и в 1961—1967 годах — улицей имени Патриса Лумумбы.

## Застройка

### Нечётная сторона
В основном на этой стороне пятиэтажные дома 1960—1970-х годов постройки. В доме 11 располагается музыкальная школа имени Синисало. От Мурманской улицы до улицы Мелентьевой располагаются так же и двухэтажные деревянные дома, многие — в аварийном состоянии. Ранее на углу с улицей Мелентьевой располагался рынок «Главный». На данный момент на его месте располагается ТЦ «Главный». На участке от улицы Краснодонцев до улицы Мелентьевой располагается девятиэтажный дом.

### Чётная сторона
В основном на этой стороне находятся пятиэтажные и девятиэтажные жилые дома, магазины, детские сады.

## Транспорт
На данный момент по проспекту пролегают следующие автобусные маршруты: 4, 8, 14, 21, 22, 23, 25, 28, 31. Так же планировалось продлить маршрут троллейбуса 4 до улицы Достоевского, но не был решён вопрос об защите линии от влияния ЛЭП. От задумки троллейбуса на нечётной стороне до Мурманской улицы и от неё до Мелентьевой на обеих сторонах остались опоры контактной сети со светильниками уличного освещения.